# Halalaimus similis
Halalaimus similis is een rondwormensoort uit de familie van de Oxystominidae. De wetenschappelijke naam van de soort is voor het eerst geldig gepubliceerd in 1930 door Allgén.